# Лампартер, Томас
Томас Лампартер (нем. Thomas Lamparter, 9 июня 1978, Берн, Швейцария) — швейцарский бобслеист, разгоняющий. Выступает за сборную страны с 2002 года. Чемпион Европы и мира, бронзовый призёр Олимпийских игр.

## Биография
Томас Лампартер родился 9 июня 1978 года в Берне. В юности подумывал о карьере повара, а также изучал информатику и компьютерные технологии, но со временем сделал выбор в пользу бобслея. Выступать на профессиональном уровне начал с 2002 года, в том же году стал членом национальной команды Швейцарии.
Первый серьёзный результат показал в 2006 году на чемпионате Европы в Санкт-Морице, выиграв золотую медаль в команде из четырёх человек, возглавляемой пилотом Мартином Анненом. Благодаря череде успешных выступлений попал в список бобслеистов на Олимпийские игры в Турине, где его четвёрка удостоилась третьего места на подиуме.
На чемпионате мира 2007 года на трассе всё того же Санкт-Морица взял золото в состязаниях четвёрок и бронзу в программе смешанных команд. После чемпионата Европы пополнил медальную коллекцию бронзой Кортина-д’Ампеццо. С 2009 года стал партнёром Беата Хефти в двойках, на чемпионате Европы в Санкт-Морице они пришли вторыми, а год спустя в Иглсе — заняли первое место в двойках и второе в четвёрках. В 2010 году ездил на Олимпийские игры в Ванкувер, но их четырёхместный экипаж во главе с пилотом Иво Рюэггом смог добраться лишь до шестого места. На чемпионате Европы 2012 года в немецком Альтенберге пополнил медальную коллекцию очередной бронзовой медалью. Завоевал серебряную медаль в двойках на домашнем чемпионате мира 2013 года в Санкт-Морице.
В 2014 году Лампартер побывал на Олимпийских играх в Сочи, где занял восьмое место в программе четырёхместных экипажей.